# Gregory Forstner
Gregory Forstner est un artiste plasticien, né en 1975 à Douala (Cameroun).
En 2008, il s'installe à New York et travaille entre les États-Unis, la France et l'Allemagne.
En 2018, il rentre en France et s'installe à Montpellier.

## Biographie

### Jeunesse et formations
Gregory Forstner naît en 1975 à Douala, au Cameroun. Son père est autrichien et sa mère, française.
À l’âge d'onze ans, il est repéré par Luc Besson pour jouer le rôle d’Enzo Molinari enfant, dans le film Le Grand Bleu. À quinze, il passe une année dans deux familles d’accueil à Key West en Floride (États-Unis).
À l’adolescence, il découvre que son grand-père paternel avait été nazi et SS et sa grand-mère chef d’usine dans l’effort de guerre. À ce sujet, dans L'Odeur de la viande, il écrit : « le casque allemand – cet ornement singulier, au-delà de sa référence la plus immédiate, deviendra dans mon travail le signe distinctif de la responsabilité d’une transmission d’un héritage résultant de la folie des hommes. »
Il interrompt ses études secondaires et décide d’étudier à l’Université des arts appliqués de Vienne (Autriche), puis à la Villa Arson à Nice, dont il sort diplômé à l'âge de 24 ans. Il travaille ensuite à Nice pendant plusieurs années.
En 2008, il est lauréat d’une bourse du Ministère de la Culture français pour une résidence d’un an à New York avec le Triangle Arts Residency Program. Il décide d'y installer son atelier.

### Carrière
Diplômé de l’école de la Villa Arson à Nice en 1999, il se tourne vers ses origines et s’intéresse aux artistes du tournant du siècle de la Mitteleuropa tels que (entre autres) Edvard Munch, Otto Dix, Kirchner et Richard Gerstl dont il fera de nombreux portraits.
Une première exposition personnelle, Easyover, a lieu en 2007 au Musée d'art moderne et d'art contemporain de Nice. 
En 2009, le Musée de Grenoble lui consacre une exposition personnelle, au même moment que les expositions personnelles de Duncan Wylie et Alex Katz. Après ses études à la Villa Arson à Nice, il se fait d’abord remarquer par Philippe Piguet pour des figures de Bouffons tels que Le Goûteur ou Le Tâte Poule inspirées de gravures flamandes du XVIIe siècle.
Le tableau Le Goûteur est acquis par le Musée d'art moderne de la ville de Paris en 2006 sous la direction de Suzanne Pagé.
Entre 2000 et 2006, parallèlement aux Bouffons, il emprunte des figures emblématiques de la peinture qu’il recadre et à qui il donne de nouveaux rôles, tels que par exemple Le Gentleman d’après Otto Dix, ou bien Le Cosaque d’après Ilia Répine.
À partir de 2007 et de ses expositions personnelles au Musée d'art moderne et d'art contemporain de Nice et au Musée de Grenoble, les mises en scène de ses œuvres se font autour de tables de billard dont les protagonistes sont des figures animalières inspirés des illustrateurs américains Cassius Marcellus Coolidge et Arthur Sarnoff.
Certaines de ses figures sont habillées en uniformes de soldats de la Wehrmacht et de SS (référence à son histoire familiale). 
Ludwig Seyfarth, à l’occasion de l’essai qu’il écrit dans la monographie de Gregory Forstner The Ship of Fools, et pour en contextualiser la perspective, évoque Art Spiegelman, Jörg Immendorff et Markus Lüpertz ainsi qu’une tradition de la peinture flamande, populaire, satirique et grotesque de Jérôme Bosch, Jan Steen et James Ensor.
Depuis 2008, le travail de Gregory Forstner commence à s’inspirer de son environnement à Bed-Stuy, Brooklyn, New York, d’images populaires pulp et d’illustrations du XIXe siècle sur l’épopée américaine. Il s’intéresse aux Minstrels shows comme dans The Happy Fisherman (collection privée) ou Brooklyn Boogie un triptyque de 600 x 250 acquis par la TIA Collection (États-Unis) ou bien encore une série de portraits intitulés Study for an American Archetype. Il commence à faire cohabiter ces nouvelles figures aux caricatures animalières et au principe conceptuel du monde à l’envers.
Certains titres de tableaux, tels que Four Legs Good, Two Legs Better font directement référence à la fable La Ferme des animaux de George Orwell. En 2014, il est invité à présenter son travail au Collège de France lors du colloque La Fabrique de la Peinture, aux côtés de Jeff Koons, Chéri Samba, Hernan Bas et Glenn Brown.
Plusieurs de ses textes sont publiés, depuis 2013, aux éditions Derrière la salle de bains , dirigées par Marie-Laure Dagoit.
En 2015, il publie L’odeur de la viande aux éditions Esperluète, dans lequel il aborde des sujets personnels tels que son grand-père paternel nazi et SS, sa relation particulière à la nage en pleine mer, la mélancolie de son père, etc.

## Œuvre
Le plus souvent de grands formats, les sujets de ses tableaux puisent dans l’histoire de l’art, dans une culture populaire ainsi que dans sa mythologie personnelle.

« Empruntant ses sujets aux sources iconographiques les plus diverses, ses compositions frappent d’emblée par leur impact visuel. Son univers, où le rire n’est jamais très loin de l’effroi, où se croisent références aux grands maîtres du passé et emprunts à des illustrations en tous genres, dépeint une ]humanité grotesque, inquiète et cruelle. Mais, pour ce faire, l’artiste use des subterfuges du masque, du déguisement, de la transposition, et les scènes les plus effrayantes prennent souvent des allures de fêtes, de massacres, des apparences de kermesses ou de carnavals. Peintes à larges coups de brosse, avec une fougue qui confine quelquefois à une sorte de rage destructrice, ces images n’en demeurent pas moins de « beaux morceaux de peinture ». Et c’est en définitive la maîtrise picturale qui impressionne le plus ici, tant par ses fulgurances chromatiques, que par une implacable puissance de la touche. Puissance est, au demeurant, le mot qui vient immédiatement à l’esprit pour qualifier ces tableaux dont la force expressive demeure longtemps en mémoire. »

— Extrait du communiqué de presse du musée de Grenoble

## Écrits
- L'Odeur de la viande (80 pages), recueil de textes paru aux éditions Esperluète en 2015.
- Plusieurs textes aux éditions Derrière la salle de bains : Le Premier Tableau, Mon Héros, Ma Poupée, Lollipop, Un Matin, La Fiancée du Collectionneur.

## Expositions collectives
Le tableau Blown to Surface, acquis par le Musée de Grenoble en 2009, est présenté dans la collection permanente du Musée lors de l’exposition intitulée De Picasso à Warhol.
En 2015, Gregory Forstner participe avec Jacques Flèchemuller et Gérald Panighi à l'exposition Des statistiques terrifiantes à la galerie Eva Vautier à Nice puis en 2016 à l’exposition Animal Farm - Beastly Muses and Metaphors à la galerie S/2 de Sotheby’s à Londres.
Forstner participe également à des expositions collectives : Fondation Maeght à Vence, Musée Flaubert à Rouen, Musée de Grenoble (De leurs temps 2), Musée d’Art Moderne et d’Art Contemporain de Nice, collections Sammlung Goetz à Munich, Kunst Palazzo à Liestal, National Art Gallery de Sofia, Musée National des Beaux-Arts de Riga, Péra Museum à Istanbul, Musée Benaki à Athènes, The Elisabeth Foundation of the Arts New York, Parker’s Box gallery, New York, gallery S/2 Sotheby’s à Londres, Fondation Salomon, etc.

## Collections publiques et fondations
- Musée d’Art Moderne de la ville de Paris[9] (ARC)
- Musée de Grenoble[18]
- Musée d’Art Moderne et d’Art Contemporain de Nice[19] (MAMAC)
- Fonds National d’Art Contemporain
- Fonds Régional d’Art Contemporain de Haute-Normandie[20], de Basse-Normandie[21] et d’Alsace[22] (France)
- SACEM (France)
- Fondation Claudine et Jean-Marc Salomon[23] (Annecy)
- Fondation Maeght, collection Bernard Massini[24] (Nice)
- Fondation Richard Massey  (New York)
- Sammlung Goetz (Munich)
- Tia Collection (États-Unis)

## Filmographie
- In Art We Trust, long métrage de Benoit Rossel (2016), avec Lawrence Weiner, John M. Armleder, Liam Gillick, Laurent Grasso, Valérie Jouve, Julie Mehretu
- 1986 : Le Grand Bleu de Luc Besson : Enzo Molinari, enfant

## Publications (catalogues)

### Expositions monographiques
- Rain Dogs, Galerie Zink, 2011 ; essai par Jeanette Zwingenberger (publié par Galerie Zink, Berlin)
- Dit is de minj (Revolver Books, 2006)
- Easyover (MAMAC, Nice, 2007)
- The Ship of Fools (Verlag für moderne Kunst, Nürnberg, Musée de Grenoble et Galerie Zink, Berlin, 2009)

### Expositions collectives
- Plein la Vue aux Éditions Wildproject, 2015
- E-Motion / Collection Bernard Massini, Fondation Maeght, Saint-Paul de Vence, 2013 - De Leur Temps 4, Hangar à Bananes, Nantes, 2013  avec l’ADIAF
- Pièces Montrées – 30 ans de collections, FRAC Alsace et Fondation Fernet-Branca, Saint-Louis, 2013
- Fetishism in Fashion, Lidewij Edelkoort, édition FRAME, 2013
- La Belle Peinture, Bratislava, Institut Français, Galerie Eva Hober, 2013
- Laugh and Cry, éditions Earnest and Algernon, 2012
- La belle peinture est derrière nous, Samat Limani, Istanbul, Institut Français de Turquie & Galerie Eva Hober, 2011
- Sic Transit Gloria Mundi, textes Richard Leydier and the artists, Galerie Eva Hober, 2011
- Collection 3, Fondation Salomon, Alex France, textes Anne Malherbe et Jean-Marc Salomon, 2010
- FRAC Alsace, Catalogue des acquisitions 2003-2007
- Figures Balzac : trente-six portraits de La Comédie humaine vus par trente-six artistes, éditions du Chemin de fer, 2008
- Art Basel Miami, 2007
- Fait en France, National Art Gallery de Sofia / Musée National des Beaux-Arts de Lettonie, Riga, Lituanie, 2007
- Peinture(s) génération 70, Fondation Salomon, texte de Philippe Piguet et Anne Malherbe, éditions de la Fondation Salomon, 110 pages, 2007
- De Notre temps II, avec l’ADIAF, textes Philippe Piguet, Guy Tosatto, éditions du Musée de Grenoble, 2006
- Dialogues Méditerranéens, Suzanne van Hagen, Beaux-arts éditions, 66 pages, 2007
- PROFILS 15 ans de création artistique en France, éditions du Musée de Péra, Istanbul, 2006
- Nos amours de vacances, édition du CIAC de Carros, 2006
- La réserve, texte de Catherine Macchi, Ville de Nice, Direction Centrale des Affaires Culturelles – Galerie des ponchettes, 2005
- Lee 3 Tau Ceti Central Armory Show, éditions Villa Arson, Nice, 2003
- Question de Corps, association KUB/Galerie Grégoire Gardette, avec Ali Mahdavi, Marie Doria, Alain Pontarelli, Yannick Vernet, Nice, 1999

### Documentation
- « Gregory Forstner, le jeune Enzo du Grand Bleu [interview exclusive] », sur franceapnee.com, 26 novembre 2017